# Intercomunalitats d'Ar Mor-Bihan
El departament francès d'Ar Mor-Bihan, a la regió Bretanya, és dividit en 7 país que apleguen 27 intercomunalitats (3 comunitats d'aglomeració i 24 comunitat de comunes) comprenent 251 comunes de les 261 del departament.

## País d'Auray
Al sud, el País d'Auray aplega 24 comunes sobre 576,11 km² i tenia 74.657 habitants en 2006 el 10,7% de la població del departament. Aplega les Comunitats de comunes següents :
1. Comunitat de comunes de Belle-Île-en-Mer
2. Comunitat de comunes de la Costa dels Megàlits
3. Comunitat de comunes de la Ria d'Étel
4. Comunitat de comunes de Les Trois Rivières (Ar Mor-Bihan)
5. Auray Comunitat

## País delCentre Oest Bretanya
al nord-oest, le País de Centre Oest Bretanya aplega 108 comunes sobre 3.143,28 km² (763 km² a Ar Mor-Bihan), i tenia 102.763 habitants en 2006 (25.412 a Ar Mor-Bihan), el 3,7% de la població del departament. L'única Comunitat de comunes d'Ar Mor-Bihan del País del Centre Oest Bretanya és la següent : 
1. Comunitat de comunes del País del rei Morvan

## País de Ploërmel - Cœur de Bretagne
al nord-est, el País de Ploërmel compta amb 53 comunes sobre 1.216,23 km² i tenia 64.328 habitants (2006) el 9,3% de la població del departament. Aplega les Comunitats de comunes següents :
1. Comunitat de comunes del País de Guer
2. Josselin Comunitat
3. Comunitat de comunes de Mauron en Brocéliande
4. Ploërmel Comunitat
5. Comunitat de comunes del Porhoët
6. Comunitat de comunes del Val d'Oust i de Lanvaux

## País de Lorient
al sud, el País de Lorient aplega 30 comunes sobre 855,31 km² i té 211.913 habitants (2006), el 30,5% de la població del departament. Aplega les Comunitats de comunes següents :
1. Aglomeració Lorient
2. Comunitat de comunes de la regió de Plouay
3. Comunitat de comunes de Blavet Bellevue Océan

## País de Pontivy
al nord, el País de Pontivy aplega 42 comunes sobre 996,65 km² i té 70.101 habitants (2006), el 10,1% de la població del departament. Aplega les Comunitats de comunes següents :
1. Baud Comunitat
2. Locminé Comunitat
3. Pontivy Comunitat
4. Saint-Jean-Brévelay Comunitat

## País de Redon i Vilaine
a l'est, el País de Redon i Vilaine aplega 55 comunes sobre 1.434 km², d'elles 19 a Ar Mor-Bihan (les altres a Ille i Vilaine, i Loira Atlàntic) i tenia 88.793 habitants (+13,9% entre 1999 i 2006) d'ells 26.282 a Ar Mor-Bihan, el 3,8% de la població del departament. A Ar Mor-Bihan aplega les Comunitats de comunes següents:
1. Comunitat de comunes del País de Redon (10 comunes a Ar Mor-Bihan)
2. Comunitat de comunes del País de La Gacilly

## País de Vannes
al sud-est, el País de Vannes compta amb 72 comunes (60 a Ar Mor-Bihan) sobre 1.839,76 km² i tenia 260.789 habitants (195.724 habitants a Ar Mor-Bihan), el 28,2% de la població del departament. Aplega les Comunitats de comunes següents :
1. Comunitat de comunes del Loc'h
2. Comunitat de comunes Arc Sud Bretanya
3. Vannes agglo - Golfe du Morbihan
4. Comunitat d'aglomeració Cap Atlantique (tres comunes d'Ar Mor-Bihan en són membres)
5. Comunitat de comunes de la Península de Rhuys
6. Comunitat de comunes del País de Questembert

## Comunes que no pertanyen a cap EPCI
1. Beignon
2. Hœdic
3. Houat
4. Moréac
5. Quiberon
6. Saint-Pierre-Quiberon

Les comunes de Houat, Hoedic, Quiberon i Saint-Pierre-Quiberon haurien d'unir-se per formar una Comunitat de comunes.
Font : Base A.S.P.I.C 56 Arxivat 2008-12-03 a Wayback Machine.